# Cyperus soyauxii
Cyperus soyauxii är en halvgräsart som beskrevs av Johann Otto Boeckeler. Cyperus soyauxii ingår i släktet papyrusar, och familjen halvgräs.

## Underarter
Arten delas in i följande underarter:
- C. s. pallescens
- C. s. soyauxii